# Модуль Нетер
Модуль Нетер (нетерів модуль) — модуль M, в якому виконується умова стабілізації зростаючих ланцюгів:
Довільна послідовність підмодулів
{\displaystyle M_{1}\,\subseteq \,M_{2}\,\subseteq \,M_{3}\,\subseteq \,\cdots ,}
стабілізується, тобто починаючи з деякого n:
{\displaystyle M_{n}\,=\,M_{n+1}\,=\,M_{n+2}\,=\,\cdots .}
Легко довести, що це твердження рівносильно тому, що в будь-якій непорожній множині підмодулів M існує максимальний елемент.
Названо на честь Еммі Нетер.

## Еквівалентне означення
Модуль M є нетеровим тоді і тільки тоді, коли будь-який підмодуль М є скінченнопородженим.

### Доведення
Справді, якщо будь-який підмодуль скінченно породжений, то узявши модуль, що є об'єднанням всіх підмодулів ланцюга маємо, що він породжений, скажемо елементами x1,x2,…, xn. Тоді існує деякий Mk що містить всі ці x і тому рівний об'єднанню всіх Mi. Звідси Mk=Mk+1=Mk+2.
Навпаки, якщо М є нетеровим і N — його підмодуль, то в множині всіх його скінченно породжених підмодулів N існує максимальний підмодуль {\displaystyle N'\in N}. Якщо {\displaystyle N'\neq N} то узявши {\displaystyle x\in N\setminus N'} і побудувавши модуль N'+Ax (або N'+xA в некомутативному випадку для правого модуля) ми побудуємо більший модуль проти припущення. Відповідно модуль N — скінченнопороджений.

## Властивості
- Якщо M нетеровий, то будь-який підмодуль і будь-який фактор-модуль M теж є модулями Нетер. Навпаки, якщо підмодуль N і фактор-модуль M/N нетерові, то і сам модуль M є модулем Нетер.
- Будь-який скінченно породжений модуль над нетеровим кільцем є нетеровим (для некомутативних кілець необхідно щоб кільцю, нетеровому зліва, відповідав лівий модуль, аналогічно для правих).